# Бухта Филиппа
«Бу́хта Фили́ппа» — российский многосерийный детективный телевизионный художественный фильм 2005 года режиссёра Алеко Цабадзе. Производство ООО «Рекун ТВ».
Премьерный показ в России начался 13 февраля 2006 года на телеканале «Россия», на Украине — 14 августа 2007 года на телеканале «1+1».
Телесериал состоит из четырёх фильмов, каждый из которых включает в себя по две серии.

## Сюжет
Бывший сотрудник прокуратуры, а теперь владелец небольшого предприятия по ремонту и обслуживанию яхт Филипп Аркадьевич Ронин (Константин Хабенский) случайно становится участником криминальных событий в приморском городе Южном. Спасая обвинённого в убийстве друга Косту (Артём Ткаченко) от тюремного заключения, он успешно расследует дело и, по настоянию своего друга, адвоката Сергея Освальда (Ярослав Бойко), открывает своё частное детективное агентство по уголовным делам.

## В ролях
- Константин Хабенский — Филипп Аркадьевич Ронин («Фил»), юрист, бывший сотрудник прокуратуры, владелец небольшого предприятия по ремонту и обслуживанию яхт, частный детектив по уголовным делам (фильмы № 1-4)
- Евгения Хиривская (Брик) — Анастасия Громова, журналист, сотрудник местной газеты, подруга Филиппа Ронина (фильмы № 1-4)
- Ярослав Бойко — Сергей Сергеевич Освальд, адвокат, друг и помощник Филиппа Ронина (фильмы № 1-4)
- Артём Ткаченко — Константин (Коста) Салакис, друг и помощник Филиппа Ронина (фильмы № 1-4)
- Александр Арсентьев — Игорь Андреевич Поплавский, сын мэра города, пасынок Ии Фишер, владелец клуба «Гламур» (фильм № 1)
- Виктория Исакова — Ия Александровна Фишер, вторая жена мэра Андрея Поплавского, владелица картинной галереи, мачеха Игоря (фильмы № 1-3)
- Николай Рябков — дядя Коля (Николай Леонидович), работник предприятия по ремонту и обслуживанию яхт Филиппа Ронина (фильмы № 1-4)
- Денис Яковлев — Яшка, мелкий наркоторговец, «стукач» Филиппа Ронина (фильмы № 1-4)
- Владимир Капустин — Кулясов, капитан милиции (фильмы № 1-4)
- Фархад Махмудов — Золтан, венгерский цыган, владелец конюшни, бандит (фильмы № 1-3)
- Александр Рапопорт — Андрей Иванович Поплавский, мэр города, отец Игоря, муж Ии Фишер (фильмы № 1-2)
- Рафаэль Мукаев — Лука, телохранитель Ии Фишер, жены мэра города Андрея Поплавского (фильм № 1)
- Наталья Гатиятова — Мила Снежнова, любовница Игоря Поплавского, бывшая невеста Косты (фильм № 1)
- Александр Шатохин — Конев, «шестёрка» Игоря Поплавского (фильм № 1)
- Виктор Соловьёв — «Старик», серийный убийца, терроризирующий город (фильм № 2)
- Валентин Варецкий — Алексей Петрович Грузнов, полковник милиции, начальник ГОВД (фильмы № 1-2)
- Алексей Горбунов — Бут, майор милиции (фильмы № 2-4)
- Александр Сирин — Громов, незрячий отец журналистки Анастасии (фильмы № 2-4)
- Наталья Позднякова (Цыганкова) — Татьяна Ильинична, алкоголичка, свидетель по делу (фильм № 2)
- Семён Шкаликов — Женя, сын убитого охранника цементного завода, бывшего милиционера (фильм № 2)
- Регина Мянник — Катя (Екатерина Кирилловна), владелица яхты, москвичка, мать Лары (фильм № 2)
- Анастасия Цветанович — Лара, москвичка, дочь Екатерины Кирилловны (фильм № 2)
- Андрей Ильин — Анатолий Сергеевич Ивин, московский режиссёр, устроитель и председатель жюри конкурса красоты и фестиваля «Бархатный сезон», муж Вероники (фильм № 3)
- Ирина Лачина — Вероника Ивина, певица, жена режиссёра Анатолия Сергеевича Ивина (фильм № 3)
- Рамиль Сабитов — Ренат Вагитович Ильясов, главарь «агеевской» бандитской группировки (фильм № 3)
- Илья Соколовский — член «агеевской» банды Рената Ильясова (фильм № 3)
- Агнесса Зелтыня — Наталия, подчинённая Анатолия Ивина (фильм № 3)
- Дмитрий Мухамадеев — Николай Моргунов, ведущий конкурса красоты и фестиваля «Бархатный сезон» (фильм № 3)
- Сергей Греков — Михаил Аркадьевич Царёв, медиум-консультант, помощник в делах Кирилла Сотникова, отец Алисы Меркуловой (фильм № 4)
- Анна Букловская — Мария Викторовна Сотникова, жена бизнесмена Кирилла Сотникова, бывшая певица и проститутка в ночном клубе «Галактика» (фильм № 4)
- Виталий Емашов — Кирилл Владимирович Сотников, бизнесмен, муж Марии Викторовны (фильм № 4)
- Яна Львова — Алиса Меркулова, секретарь фирмы Кирилла Сотникова, дочь медиума Михаила Царёва (фильм № 4)
- Валерия Скороходова — Александра (Сашенька), горничная в доме Сотниковых (фильм № 4)
- Валерий Тодоровский — Андрей, руководитель стриптизёрш в ночном клубе «Галактика» (фильм № 4)
- Инна Милорадова — Венера, помощница медиума Михаила Аркадьевича Царёва (фильм № 4)
- Дмитрий Бобров — Артур, водитель бизнесмена Кирилла Сотникова (фильм № 4)
- Сахат Дурсунов — член банды венгерского цыгана Золтана (фильмы № 1-3)
- Сергей Афанасьев — эпизоды (фильмы № 1-2)
- Михаил Бескоровайный — эпизод (фильм № 2)
- Мария Берсенева (в титрах указана как М. Кофенлу) — подруга Милы (фильм № 2)
- Андрей Невраев — эпизод (фильм № 2)
- Игорь Жуковский — эпизод (фильм № 3)
- Борис Ингулов — эпизод (фильм № 3)

## Съёмочная группа
- Режиссёр: Алеко Цабадзе
- Сценаристы: Олег Маловичко, Алеко Цабадзе
- Оператор: Константин Мироманов
- Композитор: Тимур Ведерников
- Художник: Гоги Татишвили
- Продюсер: Валерий Тодоровский
- Исполнительные продюсеры: Анна Каминская, Максим Коропцов

## Съёмки
Константин Хабенский снимался в телесериале «Бухта Филиппа» параллельно со съёмками в «Дневном дозоре». Продюсер картины Валерий Тодоровский сыграл в ней эпизодическую роль менеджера стрип-клуба, ставшую его актёрским дебютом. Внешний облик Вероники, роль которой исполнила Ирина Лачина, был навеян образом Одри Хепбёрн.
Съёмки сериала проходили в Краснодарском крае — в городах Геленджике и Новороссийске. В некоторых эпизодических ролях и массовке были задействованы актёры местных театров.